# Anisodes resignata
Anisodes resignata là một loài bướm đêm trong họ Geometridae.